# North Uist
North Uist (Severní Uist, gaelsky Uibhist a Tuath) je ostrov ve skotských Vnějších Hebridách. Žije zde necelých 1300 obyvatel (1254 podle sčítání v roce 2013). Hlavním sídlem na ostrově je rybářský přístav Lochmaddy. 61 % obyvatel hovoří gaelsky (2011).

## Památky a historie
Na ostrově je rozeseta řada neolitických památek, od kamenného kruhu v Pobull Fhinn a menhirů ve Fir Bhreige po komorový hrob v Barpa Langass. Pohřebiště na poloostrově Udal je z doby bronzové, zatímco z doby železné pochází broch v Dun an Sticir. V 9. století založili na Vnějších Hebridách království vikingové; jejich domy pokryté drny však podlehly času. V roce 1266 se pak Vnější Hebridy staly součástí Skotského království. Spolu se zbytkem Skotska se pak v rámci Zákonů o unii z roku 1707 staly součástí Spojeného království.

## Geografie
North Uist, o málo menší než South Uist (Uibhist a Deas), je 10. největší skotský ostrov a 13. největší z ostrovů, obklopujících Velkou Británii. Kromě malého území na severovýchodě je krajina plochá, pokrytá mozaikou nízkých kopců, jezírek a rašelinišť. Více než polovina rozlohy je pokryta vodou. Část lochů obsahuje směs sladké a přílivové slané vody, což vytváří specifické habitaty pro místní živočichy a rostliny. Největší vodní plochou je Loch Scadavay (Loch Sgadabhagh). North Uist je významným stanovištěm vodních ptáků.

## Dostupnost

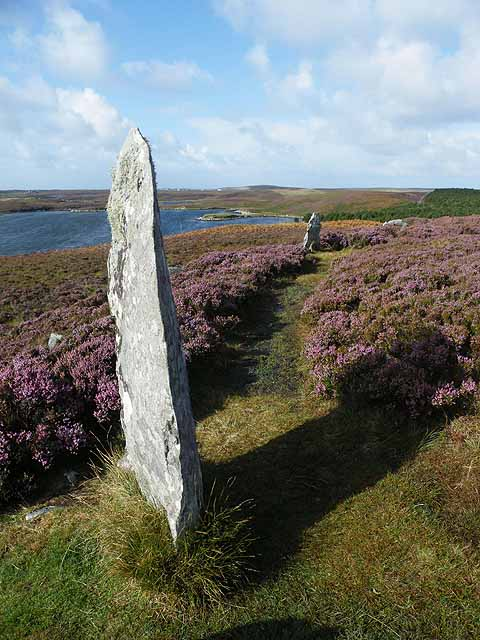
Zbytky kamenného kruhu v Pobull Fhinn

North Uist je silničními mosty spojen s ostrovy Benbecula, Berneray (kam jezdí přívoz z Leverburgu na ostrově Harris) a Baleshare. Trajekty pravidelně spojují Lochmaddy s Uigem na ostrově Skye ve Vnitřních Hebridách.